# Worcester Plaza
Der Worcester Plaza, auch Shawmut Bank Tower, ehemals Worcester County National Bank, ist mit zusammen mit dem Sky Mark Tower das höchste Gebäude in Worcester im US-Bundesstaat Massachusetts. Unter der Anschrift 446 Main Street steht es direkt in Downtown Worcester. Entworfen wurde es vom Architektenbüro Kevin Roche John Dinkeloo & Associates und wurde 1974 fertiggestellt und ein Jahr später eröffnet. Es ist 88 Meter (289 ft) hoch und zählt 24 Stockwerke, die insgesamt 22.700 m² (244.000 sqf) an kommerziellen Büroflächen zur Verfügung stellen. Die Fassade ist komplett verglast, wie es bei höheren und auch moderneren Gebäude oft der Fall ist.
Ursprüngliche Pläne sahen ein anderes Gebäude mit anderem Design unter gleichem Namen vor. Diese Gebäude sollte ikonisch als Wahrzeichen der Stadt gebaut werden und Downtown Worcester zusammen mit dem Rathaus das visuelle Zentrum der Stadt bilden. Es wurde 1969 angekündigt. Den Entwürfen zufolge sollte ein 212 Meter (696 ft) hoher, 50 Stockwerke zählender, schlanker Turm mit horizonten Fensterspalten und einer zu einer Krone zusammenlaufenden Spitze gebaut werden. Aufgrund der Lage des Grundstücks, welches 148 Meter (485 ft) über dem Meeresspiegel liegt, wäre es zu dieser Zeit das höchste kommerzielle Gebäude in der Region New England gewesen.